# Olympische Winterspiele 2002/Teilnehmer (Polen)
| Gelbes Symbol für Goldmedaillen mit stilisierten Olympischen Ringen | Graues Symbol für Silbermedaillen mit stilisierten Olympischen Ringen | Braundes Symbol für Bronzemedaillen mit stilisierten Olympischen Ringen |
| ------------------------------------------------------------------- | --------------------------------------------------------------------- | ----------------------------------------------------------------------- |
| —                                                                   | 1                                                                     | 1                                                                       |

Polen nahm an den Olympischen Winterspielen 2002 im US-amerikanischen Salt Lake City mit einer Delegation von 27 Athleten in neun Disziplinen teil, davon 22 Männer und 5 Frauen. Mit einer Silber- und einer Bronzemedaille belegte Polen Rang 21 im Medaillenspiegel. Beide Medaillen gewann der Skispringer Adam Małysz.
Fahnenträger bei der Eröffnungsfeier war der Eiskunstläufer Mariusz Siudek.

## Teilnehmer nach Sportarten

### Biathlon
Männer
- Wojciech Kozub
10 km Sprint: 18. Platz (26:31,9 min)
12,5 km Verfolgung: 34. Platz (36:27,8 min)
20 km Einzel: 69. Platz (59:35,1 min)
4 × 7,5 km Staffel: 9. Platz (1:27:35,4 h)

- Tomasz Sikora
10 km Sprint: 31. Platz (26:59,3 min)
12,5 km Verfolgung: 25. Platz (35:30,0 min)
20 km Einzel: 46. Platz (57:08,5 min)
4 × 7,5 km Staffel: 9. Platz (1:27:35,4 h)

- Krzysztof Topór
10 km Sprint: 61. Platz (28:02,2 min)
20 km Einzel: 74. Platz (1:00:36,8 h)
4 × 7,5 km Staffel: 9. Platz (1:27:35,4 h)

- Wiesław Ziemianin
10 km Sprint: 58. Platz (27:47,0 min)
12,5 km Verfolgung: 50. Platz (38:45,7 min)
20 km Einzel: 30. Platz (55:35,2 min)
4 × 7,5 km Staffel: 9. Platz (1:27:35,4 h)

Frauen
- Anna Stera-Kustusz
7,5 km Sprint: 43. Platz (23:24,6 min)
10 km Verfolgung: 43. Platz (36:59,3 min)
15 km Einzel: 54. Platz (54:47,1 min)

### Bob
Männer, Vierer
- Tomasz Żyła, Dawid Kupczyk, Krzysztof Sieńko, Tomasz Gatka (POL-1)
18. Platz (3:10,73 min)

### Eiskunstlauf
Paare
- Dorota Zagórska & Mariusz Siudek
7. Platz (11,0)

Eistanz
- Sylwia Nowak & Sebastian Kolasiński
13. Platz (26,0)

### Eisschnelllauf
Männer
- Paweł Abratkiewicz
500 m: 16. Platz (70,44 s)
1000 m: 29. Platz (1:10,21 min)

- Tomasz Świst
500 m: 22. Platz (71,27 s)
1000 m: 21. Platz (1:09,48 min)

- Paweł Zygmunt
500 m: 14. Platz (6:29,71 min)
10.000 m: 14. Platz (13:35,50 min)

Frauen
- Katarzyna Wójcicka-Bachleda-Curuś
1500 m: 26. Platz (2:00,59 min)
3000 m: 26. Platz (4:19,10 min)

### Shorttrack
Männer
- Krystian Zdrojkowski
500 m: 27. Platz (im Vorlauf ausgeschieden)
1000 m: 19. Platz (im Vorlauf ausgeschieden)
1500 m: 25. Platz (im Vorlauf ausgeschieden)

### Ski Alpin
Männer
- Andrzej Bachleda
Slalom: 10. Platz (1:44,65 min)

### Skilanglauf
Männer
- Janusz Krężelok
1,5 km Sprint: 9. Platz (3:00,6 min)
20 km Verfolgung: 32. Platz (25:30,3 min)

### Skispringen
- Adam Małysz
Normalschanze: Bronze  (263,0)
Großschanze: Silber  (269,7)
Mannschaft: 6. Platz (848,1)

- Robert Mateja
Normalschanze: 37. Platz (nicht für den 2. Finalsprung qualifiziert)
Großschanze: 29. Platz (202,2)
Mannschaft: 6. Platz (848,1)

- Tomasz Pochwała
Normalschanze: 40. Platz (nicht für den 2. Finalsprung qualifiziert)
Großschanze: 43. Platz (nicht für den 2. Finalsprung qualifiziert)
Mannschaft: 6. Platz (848,1)

- Wojciech Skupień
Normalschanze: 42. Platz (nicht für den 2. Finalsprung qualifiziert)

- Tomisław Tajner
Großschanze: 39. Platz (nicht für den 2. Finalsprung qualifiziert)
Mannschaft: 6. Platz (848,1)

### Snowboard
Männer
- Marek Sąsiadek
Halfpipe: 17. Platz (in der Qualifikation ausgeschieden)

Frauen
- Jagna Marczułajtis
Parallel-Riesenslalom: 4. Platz